# Elaeosticta meifolia
Elaeosticta meifolia là một loài thực vật có hoa trong họ Hoa tán. Loài này được Fenzl mô tả khoa học đầu tiên năm 1843.